# Robert Downey Jr.
Robert Downey mlađi (eng. Robert Downey Jr., rođen 4. travnja 1965. u New Yorku) američki je glumac i glazbenik. Sin je Roberta Downeya, nezavisnog filmaša i glumca. Downey mlađi je jednako poznat po svojim filmskim i TV ulogama kao i po uživanju narkotika i problemima sa zakonom.

## Životopis

### Rana mladost
Robert John Downey mlađi je rođen u njujorškoj četvrti Greenwich Village, kao drugo dijete Roberta Downeya i njegove supruge Elsie. Downey mlađi ima dvije godine stariju sestru, Allyson Downey, spisateljicu i glumicu. Prvu je filmsku ulogu imao u očevom filmu sa samo pet godina. Nakon što su se roditelji rastali, Robert je nastavio živjeti s ocem u Kaliforniji. Kao dijete je mnogo putovao, zbog očevog posla, pa je živio i u Londonu, Parizu, New Yorku i drugim gradovima. Kao i mnogi drugi dječji glumci, učio je glumu na ljetnom kampu Stagedoor Manor u New Yorku. Sa sedamnaest godina napustio je školu u Santa Monici i preselio u New York u želji da bude glumac. Na putu do tog cilja Robert je radio u restoranu, prodavaonici cipela i kao "živa skulptura" u jednom noćnom klubu.

## = Početak karijere=
Javnost je Downeya mlađeg prvi put zapazila 1985. godine, kada je nastupio u poznatom "Saturday Night Live" showu, gdje se dokazao kao vrstan komičar i imitator. Kada se 1987. preselio u Hollywood, počeo je dobivati sve više uloga, uglavnom u tinejdžerskim filmovima i komedijama. Na snimanju filma Air America (1990.) sprijateljio se s Melom Gibsonom.

### Chaplin
Svojom ulogom Charlieja Chaplina u biografskom Chaplinu (1992.) Downey mlađi je skrenuo pozornost svjetske javnosti. Redatelj Richard Attenborough je bio oduševljen mladim glumcem, kao i filmski kritičari. Downey mlađi je za ovu ulogu nominiran za Oscara za najboljeg glavnog glumca, u društvu takvih veličina kao što su Denzel Washington, Clint Eastwood i Al Pacino (koji je i osvojio nagradu za ulogu u filmu Miris žene). Downey mlađi nije bio razočaran, navodeći kao razlog da je njegov omiljeni glumac Peter O'Toole bio čak 7 puta nominiran, a nije dobio nagradu (O'Toole je 2006. dobio i osmu nominaciju za najboljeg glavnog glumca).

### Karijera u devedesetima
Godine 1994. Robert Downey mlađi je nastupio uz Marisu Tomei u romantičnoj hit-komediji Samo ti. Godinu prije je bio jedan od brojnih poznatih glumaca u omnibusu Roberta Altmana Kratki rezovi. Slijedile su uloge u filmovima Rođeni ubojice Olivera Stonea, Zlatni dečki Curtisa Hansona i dr.

### Ally McBeal
Godine 2000. Downey mlađi je za ulogu u hit TV seriji Ally McBeal dobio Zlatni globus za najboljeg TV glumca u sporednoj ulozi, kao i nominaciju za Emmy. No, priča je neslavno završila, jer je producent serije David E. Kelley Robertu uručio otkaz, nakon što je Downey (ponovo) uhićen zbog vožnje pod utjecajem opojnih droga.

### Povratak
Nakon tri godine pauze, Downeyju mlađem je šansu pružio njegov prijatelj Mel Gibson, u filmu Raspjevani detektiv. Te iste, 2003. godine, Robert se pojavio u psihološkom trileru Gotika, uz Halle Berry. Godine 2005. nastupio je uz Keanua Reevesa u ZF Replikant (A Scanner Darkly) i uz Georgea Clooneya u političkom Laku noć i sretno. Downey mlađi je 2008. dobio glavnu ulogu u filmu Iron Man, napravljenom prema istoimenom "Marvelovom" stripu.

### Privatni život i borba s ovisnošću
Robert Downey mlađi je jednom prilikom izjavio: "Osjećam se kao autsajder u ovoj (filmskoj) industriji. Valjda zato što sam toliko lud." Vjerojatno ga ni jedna izjava bolje ne opisuje. Unatoč velikog uspjeha s Chaplinom, Downey mlađi je došao na glas više kao problematična osoba, narkoman i pijanac, a manje kao nadareni glumac. To je jako naštetilo njegovoj (potencijalno briljantnoj) filmskoj karijeri. Primjerice, Woody Allen, jedan od njegovih najvećih obožavatelja, ga je želio za svoj film Melinda i Melinda, ali je Robert tada bio u zatvoru, pa mu je ta prilika propala. U svim njegovim novijim ugovorima postoji klauzula da neće biti isplaćen do kraja ako ne završi snimanje.
Problemi sa zakonom su počeli u lipnju 1996. godine, kada je zaustavljen zbog prebrze vožnje. Nakon što je pao na alkotestu, Downeyju mlađem je policija u automobilu pronašla heroin, crack, kokain i vatreno oružje. Osuđen je na tri godine zatvora uvjetno i poslan u kliniku za odvikavanje. Sljedeće godine, tijekom snimanja filma Dvije djevojke i dečko, Downey mlađi je svakodnevno bio testiran na narkotike. Nakon što je u listopadu ponovo uhićen zbog kršenja uvjetne kazne, u prosincu je osuđen na šest mjeseci zatvora. Nakon tri mjeseca, u ožujku 1998. godine, premješten je u čuvanu kliniku za odvikavanje kako bi odslužio ostatak kazne. 
U lipnju 1999. godine, Robert Downey mlađi je ponovno uhićen radi zlouporabe opijata, nakon što je pronađen kako spava na krevetu svog susjeda; pod utjecajem droge je zamijenio svoju i susjedovu kuću. Zbog stalnog kršenja uvjetne kazne, osuđen je na 15 mjeseci boravka u zatvorskom centru za odvikavanje, iz kojeg je otpušten u kolovozu 2000.
Činilo se da su problemi iza njega kada se priključio glumačkoj ekipi serije Ally McBeal, no u studenom je ponovo uhićen i pušten pod jamčevinom. Nakon još jednog uhićenja, u travnju 2001. godine, dobio je otkaz u seriji, premda je za tu ulogu nagrađen Zlatnim globusom. U srpnju je vraćen na još jednu godinu u zatvorski rehabilitacijski centar. Čini se da je, nakon tog posljednjeg boravka u zatvoru, odvikavanje uspješno provedeno.
Downey mlađi je od 2005. oženjen producenticom Susan Levin, koju je upoznao na snimanju Gotike. S prvom suprugom Deborah Falconer se rastavio 2004. godine, nakon 12 godina braka. Tijekom 1980-ih je punih sedam godina živio sa Sarah Jessicom Parker, a osim nje je izlazio i s Farah Fawcett, Umom Thurman, Marisom Tomei i Calistom Flockhart.
Veliki zaljubljenik u glazbu, Downey mlađi je pjevao u seriji Ally McBeal, a 2004. je izdao album "The Futurist". Kao svoje glazbene uzore ističe Harry Nilssona, Yes, U2, The Police i Genesis. Prijatelj je s pjevačima Stingom, Billyjem Idolom i Eltonom Johnom.

## Filmografija
- 1970.: Pound
- 1972.: Greaser's Palace
- 1975.: Moment to Moment
- 1980.: Vojna akademija (1980.)
- 1983.: Baby It's You
- 1984.: Firstborn
- 1985.: Deadwait
- 1985.: Tuff Turf
- 1985.: Čudnovata znanost
- 1986.: Back to School
- 1986.: America
- 1987.: Zavodnik
- 1987.: Less Than Zero
- 1988.: Johnny Be Good
- 1988.: Iznajmljene usne (1988.)
- 1988.: 1969.
- 1989.: That's Adequate
- 1989.: Pakao pravde
- 1989.: Druga šansa
- 1990.: Air America
- 1991.: Too Much Sun
- 1991.: Sapunica (1991.)
- 1992.: Chaplin
- 1993.: Luck, Trust & Ketchup: Robert Altman in Carver Country (dokumentarni film)
- 1993.: Srce i duše (1993.)
- 1993.: The Last Party (dokumentarni film)
- 1993.: Kratki rezovi
- 1994.: Hail Caesar
- 1994.: Stoljeće filma (dokumentarni film)
- 1994.: Rođeni ubojice
- 1994.: Samo ti
- 1995.: Richard III
- 1995.: Kući za praznike
- 1995.: Restauracija
- 1995.: Mr. Willowby's Christmas Tree
- 1996.: Opasna zona
- 1997.: Ljubav za jednu noć
- 1997.: Dvije djevojke i dečko
- 1997.: Čistačica bazena (1997.)
- 1998.: Prikriveno ludilo
- 1998.: Čuvari zakona
- 1999.: U snovima
- 1999.: Friends & Lovers
- 1999.: Bowfinger - kralj Hollywooda
- 1999.: Crno i bijelo (1999.)
- 2000.: Zlatni dečki
- 2000.: Auto Motives
- 2000. – 2001.: Ally McBeal (TV serija)
- 2001.: Last Party 2000 (dokumentarni film)
- 2002.: Lethargy
- 2003.: Whatever We Do
- 2003.: Raspjevani detektiv
- 2003.: Charlie: The Life and Art of Charles Chaplin (dokumentarni film)
- 2003.: Gotika
- 2004.: Eros
- 2005.: Kobna šesta igra
- 2005.: The Outsider (dokumentarni film)
- 2005.: KCmok cmok, bang bang
- 2005.: Laku noć i sretno
- 2005.: Hubert Selby Jr: It/ll Be Better Tomorrow (dokumentarni film)
- 2006.: Pasja sudbina
- 2006.: Replikant
- 2006.: Vodič za prepoznavanje svetaca
- 2006.: Svijet Diane Arbus
- 2007.: Zodijak
- 2007.: Blefer
- 2008.: Charlie Bartlett
- 2008.: Iron Man
- 2008.: Nevjerojatni Hulk
- 2008.: Tropska grmljavina
- 2008.: Solist (2009.)
- 2009.: Sherlock Holmes
- 2010.: Iron Man 2
- 2011.: Sherlock Holmes: Igra sjena
- 2012.: Osvetnici
- 2013.: Iron Man 3
- 2015.: Osvetnici 2: Vladavina Ultrona
- 2016.: Kapetan Amerika: Građanski rat
- 2017.: Spider-Man: Povratak kući
- 2018.: Osvetnici: Rat beskonačnosti
- 2019.: Osvetnici: Završnica
- 2023.: Oppenheimer

## Vanjske poveznice
- Robert Downey Jr. u internetskoj bazi filmova IMDb-u (engl.)
- Službena stranica  Arhivirana inačica izvorne stranice od 6. svibnja 2006. (Wayback Machine)